# Herman Redemeijer
Herman Redemeijer (Hengelo, 27 november 1930 – Almelo, 29 februari 2020) was een Nederlands politicus. Hij was lid van de Partij van de Arbeid (PvdA).

## Loopbaan
Redemeijer was afkomstig uit het onderwijs. Hij was onderwijzer, schooldirecteur, vakbondsbestuurder en onderwijsinspecteur. Van 1979 tot 1987 was hij lid van de Provinciale Staten van Overijssel. In 1987 werd hij gekozen in de Eerste Kamer der Staten-Generaal.
In de senaat was hij namens de PvdA-fractie woordvoerder onderwijs, landbouw en ontwikkelingssamenwerking. Hij was van 1993 tot 1995 voorzitter van de commissie voor Onderwijs. Na de Eerste Kamerverkiezingen 1995 verliet hij het parlement.
Na zijn politieke loopbaan hield hij zich onder andere bezig met een seniorengroep van de PvdA in Hengelo en was hij voorzitter van Stichting Vrienden van Humanitas. Herman Redemeijer overleed in 2020 op 89-jarige leeftijd.
- Parlement.com: vg09llp1mkz8